# NGC 5459
NGC 5459 este o galaxie lenticulară situată în constelația Boarul. A fost descoperită în 23 martie 1887 de către Lewis A. Swift.